# Direito trabalhista dos Estados Unidos

A bandeira do Departamento de Trabalho dos Estados Unidos

A lei trabalhista dos Estados Unidos define os direitos e deveres dos funcionários, sindicatos e empregadores nos Estados Unidos. O objetivo básico da legislação trabalhista é remediar a "desigualdade de poder de negociação" entre empregados e empregadores, especialmente empregadores "organizados em sociedade ou outras formas de associação de propriedade" Ao longo do século XX, a lei federal criou direitos sociais e econômicos mínimos e incentivou as leis estaduais a irem além do mínimo para favorecer os funcionários. O Fair Labor Standards Act de 1938 exige um salário mínimo federal, atualmente US$ 7,25, mas mais alto em 29 estados e em D.C., e desencoraja o trabalho semanal de mais de 40 horas por meio do pagamento de horas extras de hora e meia. Não há nenhuma lei federal, e poucas leis estaduais, exigindo férias remuneradas ou licença familiar remunerada. A Lei de Licença Médica e Familiar de 1993 cria um direito limitado a 12 semanas de licença não remunerada em empregadores maiores. Não há direito automático a uma pensão ocupacional além da Previdência Social garantida pelo governo federal norte americano, mas o Employee Retirement Income Security Act de 1974 exige padrões de gestão prudente e boa governança se os empregadores concordarem em fornecer pensões, planos de saúde ou outros benefícios. A Lei de Segurança e Saúde Ocupacional de 1970 exige que os funcionários tenham um sistema seguro de trabalho.
Desde a Lei dos Direitos Civis de 1964, todas as entidades empregadoras e sindicatos têm o dever de tratar os empregados de forma igualitária, sem discriminação baseada em "raça, cor, religião, sexo ou nacionalidade".